# Chambellay
Chambellay est une commune française située dans le département de Maine-et-Loire en région Pays de la Loire.
La commune fait partie de la communauté de communes de la région du Lion-d'Angers ainsi que du syndicat mixte Pays du Haut-Anjou Segréen.

## Géographie

### Localisation
Chambellay se situe à 10 km du Lion-d'Angers, à 15 km de Segré, à 16 km de Château-Gontier et à 30 km d'Angers.
La commune s'étend de part et d'autre de la Mayenne, sur une superficie de 1 286 hectares. Elle est parcourue par quelques ruisseaux : celui du Grand Saulaie, limite nord de la commune, celui du Maudeux et celui de la Baconne. Le bois des Défais et le parc du château de Bois-Montbourcher constituent les zones boisées de ce territoire. La commune est principalement parcourue par la N 162.

### Climat
Pour des articles plus généraux, voir Climat des Pays de la Loire et Climat de Maine-et-Loire.
En 2010, le climat de la commune est de type climat océanique altéré, selon une étude du CNRS s'appuyant sur une série de données couvrant la période 1971-2000. En 2020, Météo-France publie une typologie des climats de la France métropolitaine dans laquelle la commune est exposée à un climat océanique et est dans la région climatique Moyenne vallée de la Loire, caractérisée par une bonne insolation (1 850 h/an) et un été peu pluvieux.
Pour la période 1971-2000, la température annuelle moyenne est de 11,8 °C, avec une amplitude thermique annuelle de 13,9 °C. Le cumul annuel moyen de précipitations est de 688 mm, avec 11,7 jours de précipitations en janvier et 6,1 jours en juillet. Pour la période 1991-2020, la température moyenne annuelle observée sur la station météorologique de Météo-France la plus proche, sur la commune de Coudray à 12 km à vol d'oiseau, est de 12,2 °C et le cumul annuel moyen de précipitations est de 718,4 mm,. Pour l'avenir, les paramètres climatiques de la commune estimés pour 2050 selon différents scénarios d'émission de gaz à effet de serre sont consultables sur un site dédié publié par Météo-France en novembre 2022.

## Urbanisme

### Typologie
Au 1er janvier 2024, Chambellay est catégorisée commune rurale à habitat dispersé, selon la nouvelle grille communale de densité à sept niveaux définie par l'Insee en 2022.
Elle est située hors unité urbaine. Par ailleurs la commune fait partie de l'aire d'attraction d'Angers, dont elle est une commune de la couronne,. Cette aire, qui regroupe 81 communes, est catégorisée dans les aires de 200 000 à moins de 700 000 habitants,.

### Occupation des sols
L'occupation des sols de la commune, telle qu'elle ressort de la base de données européenne d’occupation biophysique des sols Corine Land Cover (CLC), est marquée par l'importance des territoires agricoles (93,5 % en 2018), une proportion sensiblement équivalente à celle de 1990 (93,3 %). La répartition détaillée en 2018 est la suivante : 
terres arables (45,7 %), prairies (37,6 %), zones agricoles hétérogènes (10,2 %), forêts (4,4 %), espaces verts artificialisés, non agricoles (2,1 %). L'évolution de l’occupation des sols de la commune et de ses infrastructures peut être observée sur les différentes représentations cartographiques du territoire : la carte de Cassini (XVIIIe siècle), la carte d'état-major (1820-1866) et les cartes ou photos aériennes de l'IGN pour la période actuelle (1950 à aujourd'hui).

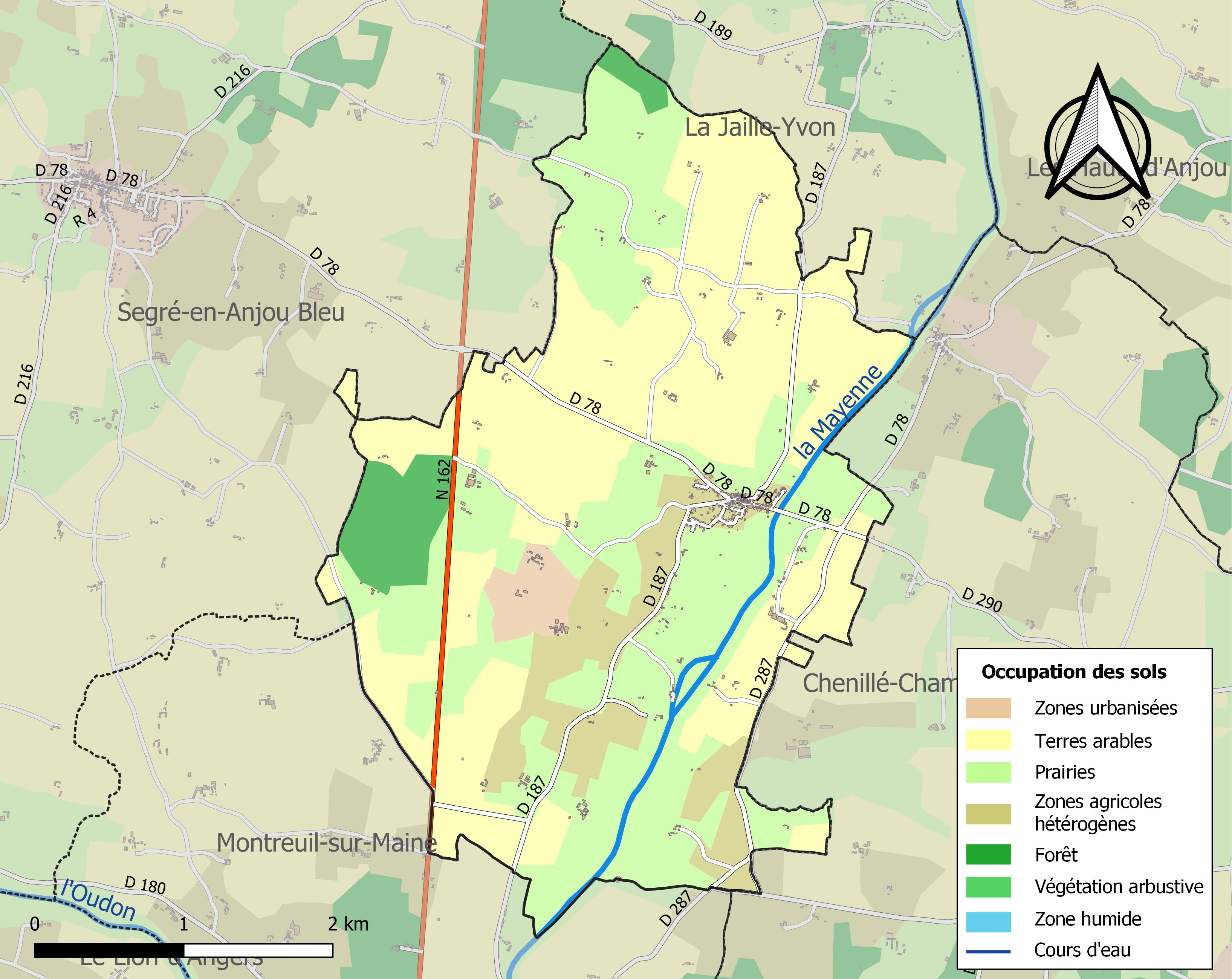
Carte des infrastructures et de l'occupation des sols de la commune en 2018 (CLC).

## Toponymie et héraldique

### Toponymie
La ville s'appelait Cambriliacus Villa à la fin de l'Antiquité, Angerii de Camberliaco au XIe siècle.

### Héraldique
|  | Chambellay - Description : D’argent à trois chevrons de gueules. |

## Histoire
Au Moyen Âge, la seigneurie de Chambellay relève du château d'Angers, de Candé, du Ménil et de Marigné. Elle appartient jusqu'au XIIIe siècle à la famille du même nom, passe ensuite entre les mains de la famille de Montalais (du XIVe siècle au début du XVIIIe siècle) avant d'être cédée en 1710 à la famille de Racapé, puis aux d'Héliand d'Ampoigné et enfin par alliance aux Juigné du Parvis.
Sous l'Ancien Régime, Chambellay dépend de l'élection et des aides d'Angers.
Pendant la Première Guerre mondiale, 33 habitants perdent la vie. Lors de la Seconde Guerre mondiale, deux habitants sont tués.

## Politique et administration

### Administration municipale
| Période                                  | Période                   | Identité                   | Étiquette | Qualité                                                                               |
| ---------------------------------------- | ------------------------- | -------------------------- | --------- | ------------------------------------------------------------------------------------- |
| 1792                                     | 1801                      | F. Brillet                 |           |                                                                                       |
| 1801                                     | 1808                      | Vignais                    |           |                                                                                       |
| 1808                                     | 1818                      | Louis d'Andigné de Mayneuf |           | Magistrat, président du Conseil général de Maine-et-Loire                             |
| 1818                                     | 1830                      | Des Haies de Cry           |           |                                                                                       |
| 1830                                     | 1838                      | J.-B. Journeil             |           |                                                                                       |
| 1838                                     | avril 1848                | René Valin                 |           |                                                                                       |
| avril 1848                               | août 1848                 | Thorel                     |           | Médecin                                                                               |
| août 1848                                | 1865                      | Michel Lavenier            |           |                                                                                       |
| 1865                                     | 1878                      | Adolphe Bordillon          |           |                                                                                       |
| 1878                                     | 1881                      | Ernest de Charnacé         |           |                                                                                       |
| 1881                                     |                           | Daniel de Charnacé         |           |                                                                                       |
|                                          |                           |                            |           |                                                                                       |
| mai 1942                                 | septembre 1942            | J.-B. Boivin               |           |                                                                                       |
| septembre 1942                           | 1968                      | Bertrand de Charnacé       |           |                                                                                       |
| 1968                                     | 1977                      | Maurice Boisramé           |           |                                                                                       |
| mars 1977                                | 1983                      | Louis Chrétien             |           |                                                                                       |
| mars 1983                                | 2001                      | Henri Vannier              |           | Retraité                                                                              |
| mars 2001                                | 2008                      | Bernard Deumié             |           | Inspecteur général du Tourisme Président de la CC Région du Lion-d'Angers (2001-2008) |
| mars 2008                                | mars 2014                 | Denis Placet               |           | Enseignant                                                                            |
| mars 2014                                | En cours (au 26 mai 2020) | Jean Pagis,                |           |                                                                                       |
| Les données manquantes sont à compléter. |                           |                            |           |                                                                                       |

### Intercommunalité
La commune est membre de la communauté de communes de la région du Lion-d'Angers, elle-même membre du syndicat mixte Pays de l'Anjou bleu, Pays segréen.

## Population et société

### Démographie

#### Évolution démographique
L'évolution du nombre d'habitants est connue à travers les recensements de la population effectués dans la commune depuis 1793. Pour les communes de moins de 10 000 habitants, une enquête de recensement portant sur toute la population est réalisée tous les cinq ans, les populations de référence des années intermédiaires étant quant à elles estimées par interpolation ou extrapolation. Pour la commune, le premier recensement exhaustif entrant dans le cadre du nouveau dispositif a été réalisé en 2005.

En 2022, la commune comptait 409 habitants, en évolution de +4,34 % par rapport à 2016 (Maine-et-Loire : +2,12 %, France hors Mayotte : +2,11 %).
| 1793 | 1800 | 1806 | 1821 | 1831 | 1836 | 1841 | 1846 | 1851 |
| ---- | ---- | ---- | ---- | ---- | ---- | ---- | ---- | ---- |
| 696  | 555  | 563  | 566  | 740  | 772  | 814  | 851  | 821  |

| 1856 | 1861 | 1866 | 1872 | 1876 | 1881 | 1886 | 1891 | 1896 |
| ---- | ---- | ---- | ---- | ---- | ---- | ---- | ---- | ---- |
| 838  | 888  | 809  | 761  | 753  | 704  | 713  | 720  | 654  |

| 1901 | 1906 | 1911 | 1921 | 1926 | 1931 | 1936 | 1946 | 1954 |
| ---- | ---- | ---- | ---- | ---- | ---- | ---- | ---- | ---- |
| 657  | 646  | 649  | 573  | 523  | 537  | 536  | 606  | 488  |

| 1962 | 1968 | 1975 | 1982 | 1990 | 1999 | 2005 | 2006 | 2010 |
| ---- | ---- | ---- | ---- | ---- | ---- | ---- | ---- | ---- |
| 425  | 368  | 283  | 320  | 268  | 299  | 299  | 296  | 344  |

| 2015 | 2020 | 2022 | - | - | - | - | - | - |
| ---- | ---- | ---- | - | - | - | - | - | - |
| 379  | 394  | 409  | - | - | - | - | - | - |

#### Pyramide des âges
La population de la commune est relativement jeune.
En 2018, le taux de personnes d'un âge inférieur à 30 ans s'élève à 43,7 %, soit au-dessus de la moyenne départementale (37,2 %). À l'inverse, le taux de personnes d'âge supérieur à 60 ans est de 20,3 % la même année, alors qu'il est de 25,6 % au niveau départemental.
En 2018, la commune comptait 197 hommes pour 203 femmes, soit un taux de 50,75 % de femmes, légèrement inférieur au taux départemental (51,37 %).
Les pyramides des âges de la commune et du département s'établissent comme suit.
| Hommes | Classe d’âge | Femmes |
| ------ | ------------ | ------ |
| 0,5    | 90 ou +      | 1,5    |
| 5,2    | 75-89 ans    | 5,5    |
| 15,5   | 60-74 ans    | 12,5   |
| 17,0   | 45-59 ans    | 17,5   |
| 17,5   | 30-44 ans    | 20,0   |
| 14,4   | 15-29 ans    | 14,5   |
| 29,9   | 0-14 ans     | 28,5   |

| Hommes | Classe d’âge | Femmes |
| ------ | ------------ | ------ |
| 0,9    | 90 ou +      | 2,1    |
| 7      | 75-89 ans    | 9,5    |
| 16,2   | 60-74 ans    | 16,9   |
| 19,4   | 45-59 ans    | 18,7   |
| 18,2   | 30-44 ans    | 17,5   |
| 18,8   | 15-29 ans    | 17,6   |
| 19,5   | 0-14 ans     | 17,6   |

## Économie
Sur 39 établissements présents sur la commune à fin 2010, 44 % relèvent du secteur de l'agriculture (pour une moyenne de 17 % sur le département), 5 % du secteur de l'industrie, 8 % du secteur de la construction, 33 % de celui du commerce et des services et 10 % du secteur de l'administration et de la santé. Cinq ans plus tard, en 2015, sur les 41 établissements présents, 32 % relèvent du secteur de l'agriculture (pour une moyenne de 11 % sur le département), 10 % du secteur de l'industrie, 10 % de celui de la construction, 37 % du secteur du commerce et des services et 12 % de celui de l'administration et de la santé.

## Culture locale et patrimoine

### Lieux et monuments
- Château du Bois-Montbourcher
- Église Saint-Aubin[30] (avec les toiles d'Adeline Neveux (1912-1987)
Architectes : Alfred Tessier et Prosper Lemesle (cambolitain de naissance). L'église remplace une église romane qui contenait de très belles peintures murales. La reconstruction est confiée en 1858 à Tessier. Les travaux sont menés jusqu'en 1861 sous la direction de Prosper Lemesle. En 1911, la flèche fait l'objet de consolidations. Quinze toiles marouflées murales d'Adeline Neveux y sont installées en 1941 et montrent des scènes de l'Ancien et du Nouveau Testament[31].
L'église est en croix latine ; elle possède un clocher-porche hors-œuvre en façade. Le clocher est en pierre à trois étages couronnés d'une flèche polygonale. La nef unique est composée de cinq travées voûtées d'ogives en brique, d'une travée de chœur et d'une abside à cinq pans. L'église est éclairée par des baies à deux lancettes excepté les pignons des bras du transept percés de roses. Des peintures de Hippolyte Fournier (en particulier une œuvre intitulée La Foi, classée MH en 2021, située au fond de la nef) et de l'Angevin René Rabault viennent compléter le décor.

### Personnalités liées à la commune

#### XVIIIe–XIXesiècle
- Louis-Gabriel-Auguste d'Andigné de Mayneuf (1763-1839), magistrat et homme politique: conseiller au Parlement de Bretagne (1788-1790), président du Conseil général de Maine-et-Loire (1807-1809, 1818-1819, 1822-1823, 1825-1827,1829-1831), maire de Chambellay (1808-1818), député de Maine-et-Loire (1815-1827), Premier président de la Cour royale d'Angers (1824-1830), chevalier de la Légion d'honneur.
- Toussaint Grille (1766-1850), collectionneur d'ouvrages et d'antiquités angevines : avant de devenir directeur de la bibliothèque municipale d'Angers (1805-1837), il avait été curé assermenté de Chambellay (1792-1793). Son neveu, François Grille (1782-1853), qui lui succéda comme bibliothécaire de la ville d'Angers, fréquentait le salon que Rosalie Barbot (1771-1863), la tante de Prosper Barbot (cf. infra), tenait cour Saint-Aubin à Angers.
- Emmanuel Dambray (1785-1868), conseiller d'État, homme politique : conseiller général de la Seine-Inférieure, pair de France (1815-1830), député de la Mayenne (1849-1851), il était le fils de Charles Dambray, chancelier de France de Louis XVIII, président de la Chambre des pairs (1814-1829), ministre de la Justice et garde des Sceaux (1814-1815, 1816-1818).
- Prosper Barbot (1798-1878), artiste-peintre paysagiste et orientaliste : compagnon de Camille Corot en Italie (1824-1828), récompensé d'une médaille d'or au Salon de 1827, peignant ensuite en Algérie (1842) et en Égypte (1844-1846).
- Guy de Charnacé (1825-1909), écrivain et musicologue : il se marie en 1849 à Claire d'Agoult (1830-1912), fille de Marie d'Agoult (1805-1876), en littérature Daniel Stern, du salon littéraire de laquelle il était devenu un habitué après avoir rencontré Honoré de Balzac à Dresde dans le salon de la comtesse Hanska.

#### XXe–XXIesiècle
- Alfred Bour (1882-1973), avocat au Barreau de Paris puis administrateur de biens, homme politique, journaliste. En 1935, il a hérité avec son épouse, née Caroline Leroux (1884-1947) et nièce de Georges Le Chatelier (1857-1935) décédé sans enfant, de la propriété du Verger, sise aujourd'hui 8 route de Saint-Martin à Chambellay, voisine de celle des Soulez-Larivière auxquels Alfred Bour était par ailleurs lié par sa sœur Adèle, épouse d'Émile Soulez. Un de ses fils, Louis Bour (1909-1998), publia en 1977 un livre sur son père: Alfred Bour, une vie, une époque, où figurent de nombreux souvenirs de sa vie à Chambellay, dont le récit de ses dernières années en Anjou.
- Jean-Claude Brialy (1933-2007), il a réalisé son premier film, Églantine, l'histoire de la vente d'une maison de famille inspirée de la vente de la maison de ses grands-parents paternels sise à Chambellay, rue du Commerce. En 1979, il demeure à Chambellay pendant le tournage d'un autre de ses films les Malheurs de Sophie (tourné au château de la Lorie, situé à La Chapelle-sur-Oudon près de Segré). Deux livres : Le ruisseau des singes (2000) et J'ai oublié de vous dire (2004), y évoquent plus les moments de son enfance passés à Chambellay.